# Рі Чол Мьонг
Рі Чол Мьонг (кор. 리철명, 李哲敏; народився 18 лютого 1988; Пхеньян, КНДР) — північнокорейський футболіст, півзахисник клубу «Пхеньян» та національної збірної Корейської Народно-Демократичної Республіки.

## Досягнення
- Переможець Юнацького (U-19) кубка Азії: 2006
- Чемпіон КНДР (1): 2007
- Володар Кубка виклику АФК: 2010, 2012